# North Lilbourn
North Lilbourn – wieś w Stanach Zjednoczonych, w stanie Missouri, w hrabstwie New Madrid.